# Susan Lindquist
Pour les articles homonymes, voir Lindquist.
Susan Lee Lindquist, née le 5 juin 1949 à Chicago et morte à Boston le 27 octobre 2016, est une professeure américaine de biologie au MIT ,. En biologie moléculaire, c'est une spécialiste de la question du repliement des protéines au sein des familles de molécules chaperonnes connues sous le nom de protéines de choc thermique, et au sein des prions. Elle est surtout connue pour ses travaux sur les prions, dont elle a montré avec ses équipes qu'ils étaient capables de modifier les caractéristiques héréditaires d'un organisme sans changer son ADN ou son ARN, mais plutôt en modifiant le repliement des protéines.
Susan Lindquist a été  membre et directrice du Whitehead Institute et a reçu la médaille nationale de la science en 2010,,.

## Enfance et éducation
Susan Lindquist est née à Chicago, Illinois, de Iver Lindquist, d'origine suédoise, et d'Eleanor Maggio, d'origine italienne. Elle  a fréquenté le Maine South High School à Park Ridge.
Son père et sa mère la destinent à une carrière de femme au foyer. Susan étudie toutefois la microbiologie à l' Université de l'Illinois  et obtient son doctorat en biologie à l'Université Harvard en 1976. Elle  complète son cursus par une bourse post-doctorale à l'American Cancer Society.
À la fin de sa thèse en 1976, Susan Lindquist s'installe à l'Université de Chicago pour une courte intervention post-doctorale avant d'être embauchée comme professeure au département de biologie en 1978. Elle y tient la chaire de sciences médicales Albert D. Lasker, et fonde le département de génétique moléculaire et de biologie cellulaire en 1980. Elle étudie le rôle des protéines de choc thermique dans la régulation de la réponse cellulaire aux stress environnementaux. À ses débuts, elle a l'idée d'utiliser la levure comme système modèle pour étudier la manière dont les protéines de choc thermique régulent l'expression des gènes et le repliement des protéines. Un des membres de l'université lui déconseille de faire ce choix, risqué pour sa carrière débutante en cas d'échec, mais elle persiste. Pour ce travail, elle reçoit le titre d'enquêteur du Howard Hughes Medical Institute en 1988. Par la suite, elle jugera que ses travaux scientifiques ont été plutôt favorisés par les biais de genre, puisque, ne s'attendant pas à des postes de pouvoir, elle a pu innover dégagée des contraintes carriéristes.
Après avoir fait d'importantes nouvelles découvertes dans le domaine des prions, Lindquist rejoint le MIT en 2001 et est nommée directrice de l' Institut Whitehead pour la recherche biomédicale, un des grands instituts de recherche indépendants des États-Unis.
En 2004, elle  reprend ses recherches en tant que membre de l’institut, membre associée des instituts Broad Institute du MIT et d'Harvard et membre associée de l'Institut David H. Koch pour la recherche intégrative sur le cancer au MIT.
Susan Lindquist reçoit la Médaille nationale de la science en 2009 pour ses contributions à la recherche sur le repliement des protéines.
Lindquist a donné des conférences au niveau national et international sur divers sujets scientifiques. En juin 2006, elle était l'invitée inaugurale du podcast Futures in Biotech du réseau TWiT de Leo Laporte. En 2007, elle a participé au Forum économique mondial à Davos, en Suisse, avec d'autres dirigeants du MIT.
Lindquist a également cofondé deux sociétés visant à traduire la recherche en thérapies potentielles : FoldRx inc. et Yumanity Therapeutics inc., des sociétés développant des thérapies médicamenteuses pour les maladies liées au mauvais repliement des protéines et à l’amyloïdose,.
En novembre 2016, le groupe Johnson & Johnson fait un don de 5 millions de dollars à l'Institut Whitehead afin de créer une chaire Susan Lindquist, en sa mémoire. Cette récompense est destinée à une  scientifique du Whitehead Institute.

## Recherche
Susan Lindquist est surtout connue pour ses recherches qui ont fourni des preuves solides d'un nouveau paradigme en génétique, l'épigénétique, basées sur l' héritage de protéines avec de nouvelles formes se perpétuant sans modification des séquences d'ADN. Cette recherche a fourni un cadre biochimique pour la compréhension de maladies neurologiques dévastatrices telles que les maladies d' Alzheimer, de Parkinson, de Huntington et de Creutzfeldt – Jakob. Elle est considérée comme une experte du repliement des protéines, qu'elle analyse comme un problème ancien et fondamental en biologie : 
 « Qu'ont en commun les "vaches folles", les personnes atteintes de maladies neurodégénératives et une typologie de transmission inhabituelle chez la levure ? Elles subissent tous les conséquences des protéines mal repliées… Chez l'homme, les conséquences peuvent être mortelles, entraînant des maladies aussi dévastatrices que la maladie d'Alzheimer. Dans un cas, la protéine mal repliée est non seulement mortelle pour le malheureux chez qui elle est apparue, mais elle peut apparemment être transmise d'un individu à un autre dans des circonstances particulières - produisant des maladies neurodégénératives infectieuses telles que la maladie de la vache folle chez les bovins et la maladie de  Creutzfeldt –Jacob chez l'homme. » 
Elle a aussi mis en évidence l'importance des protéines chaperonnes qui aident au bon repliement des autres protéines, et l'effet de mauvaises configurations de ces repliements sur la résistance au stress .
Susan Lindquist a travaillé sur l'élément PSI + (en) de la levure (un prion ) et sur la manière dont il peut agir comme un commutateur masquant ou révélant de nombreuses mutations dans le génome, agissant ainsi comme un condensateur évolutif . Elle a suggéré qu'une protéine de choc thermique, hsp90, puisse agir de la même manière, prévenant normalement les conséquences phénotypiques des modifications génétiques, mais mettant en évidence toutes les modifications dormantes en même temps, lorsque le système HSP est surchargé, que ce soit pharmacologiquement ou dans des conditions environnementales stressantes .
La plupart de ces variations ont de fortes probabilités d’être néfastes, mais quelques combinaisons inhabituelles peuvent produire de nouveaux traits précieux, stimulant le rythme de l’évolution. Les cellules cancéreuses ont aussi une extraordinaire capacité d'évolution. Le laboratoire de Susan Lindquist a étudié les mécanismes d'évolution étroitement liés impliqués dans la progression des tumeurs cancéreuses  et dans l'évolution des champignons résistants aux antibiotiques .
Susan Lindquist est l'autrice d'avancées majeures dans le domaine des nanotechnologies, notamment par ses recherches sur des fibres amyloïdes organiques capables d'auto-organisation en structures plus petites que les matériaux fabriqués. Son groupe a également mis au point un modèle de « tube à essai vivant » pour levure afin d'étudier les transitions de repliement des protéines dans les maladies neurodégénératives et de tester des stratégies thérapeutiques par le biais d'un criblage à haut débit.

### Publications
- Tardiff DF, Jui NT, Khurana V, Tambe MA, Thompson ML, Chung CY, Kamadurai HB, Kim HT, Lancaster AK, Caldwell KA, Caldwell GA, Rochet JC, Buchwald SL, Lindquist S, « Yeast reveal a "druggable" Rsp5/Nedd4 network that ameliorates α-synuclein toxicity in neurons », Science, vol. 342, no 6161,‎ 2013, p. 979–83 (PMID 24158909, PMCID 3993916, DOI 10.1126/science.1245321)
- Chung CY, Khurana V, Auluck PK, Tardiff DF, Mazzulli JR, Soldner F, Baru V, Lou Y, Freyzon Y, Cho S, Mungenast AE, Muffat J, Mitalipova M, Pluth MD, Jui NT, Schüle B, Lippard SJ, Tsai LH, Krainc D, Buchwald SL, Jaenisch R, Lindquist S, « Identification and rescue of α-synuclein toxicity in Parkinson patient-derived neurons », Science, vol. 342, no 6161,‎ 2013, p. 983–7 (PMID 24158904, PMCID 4022187, DOI 10.1126/science.1245296)
- D. F. Jarosz et S. Lindquist, « Hsp90 and Environmental Stress Transform the Adaptive Value of Natural Genetic Variation », Science, vol. 330, no 6012,‎ 2010, p. 1820–1824 (PMID 21205668, PMCID 3260023, DOI 10.1126/science.1195487, lire en ligne)
- S. Alberti, R. Halfmann, O. King, A. Kapila et S. Lindquist, « A Systematic Survey Identifies Prions and Illuminates Sequence Features of Prionogenic Proteins », Cell, vol. 137, no 1,‎ 2009, p. 146–158 (PMID 19345193, PMCID 2683788, DOI 10.1016/j.cell.2009.02.044).
- A. D. Gitler, A. Chesi, M. L. Geddie, K. E. Strathearn, S. Hamamichi, K. J. Hill, K. A. Caldwell, G. A. Caldwell, A. A. Cooper, J. C. Rochet et S. Lindquist, « Α-Synuclein is part of a diverse and highly conserved interaction network that includes PARK9 and manganese toxicity », Nature Genetics, vol. 41, no 3,‎ 2009, p. 308–315 (PMID 19182805, PMCID 2683786, DOI 10.1038/ng.300)
- C. Dai, L. Whitesell, A. B. Rogers et S. Lindquist, « Heat Shock Factor 1 is a Powerful Multifaceted Modifier of Carcinogenesis », Cell, vol. 130, no 6,‎ 2007, p. 1005–1018 (PMID 17889646, PMCID 2586609, DOI 10.1016/j.cell.2007.07.020)
- A. A. Cooper, A. Gitler, A. Cashikar, C. Haynes, K. Hill, B. Bhullar, K. Liu, K. Xu, K. Strathearn, F. Liu, S. Cao, K. A. Caldwell, G. A. Caldwell, G. Marsischky, R. D. Kolodner, J. Labaer, J. C. Rochet, N. M. Bonini et S. Lindquist, « -Synuclein Blocks ER-Golgi Traffic and Rab1 Rescues Neuron Loss in Parkinson's Models », Science, vol. 313, no 5785,‎ 2006, p. 324–328 (PMID 16794039, PMCID 1983366, DOI 10.1126/science.1129462)
- L. E. Cowen et S. Lindquist, « Hsp90 Potentiates the Rapid Evolution of New Traits: Drug Resistance in Diverse Fungi », Science, vol. 309, no 5744,‎ 2005, p. 2185–2189 (PMID 16195452, DOI 10.1126/science.1118370)
- R. Krishnan et S. L. Lindquist, « Structural insights into a yeast prion illuminate nucleation and strain diversity », Nature, vol. 435, no 7043,‎ 2005, p. 765–772 (PMID 15944694, PMCID 1405905, DOI 10.1038/nature03679)
- K. Si, S. Lindquist et E. Kandel, « A neuronal isoform of the aplysia CPEB has prion-like properties », Cell, vol. 115, no 7,‎ 2003, p. 879–891 (PMID 14697205, DOI 10.1016/S0092-8674(03)01020-1)
- C. Queitsch, T. A. Sangster et S. Lindquist, « Hsp90 as a capacitor of phenotypic variation », Nature, vol. 417, no 6889,‎ 2002, p. 618–624 (PMID 12050657, DOI 10.1038/nature749)
- T. Serio, A. Cashikar, A. Kowal, G. Sawicki, J. Moslehi, L. Serpell, M. Arnsdorf et S. Lindquist, « Nucleated conformational conversion and the replication of conformational information by a prion determinant », Science, vol. 289, no 5483,‎ 2000, p. 1317–1321 (PMID 10958771, DOI 10.1126/science.289.5483.1317)
- M. M. Patino, J. -J. Liu, J. R. Glover et S. Lindquist, « Support for the Prion Hypothesis for Inheritance of a Phenotypic Trait in Yeast », Science, vol. 273, no 5275,‎ 1996, p. 622–626 (PMID 8662547, DOI 10.1126/science.273.5275.622)
- S. Lindquist, « Regulation of protein synthesis during heat shock », Nature, vol. 293, no 5830,‎ 1981, p. 311–314 (PMID 6792546, DOI 10.1038/293311a0)

## Récompenses et honneurs

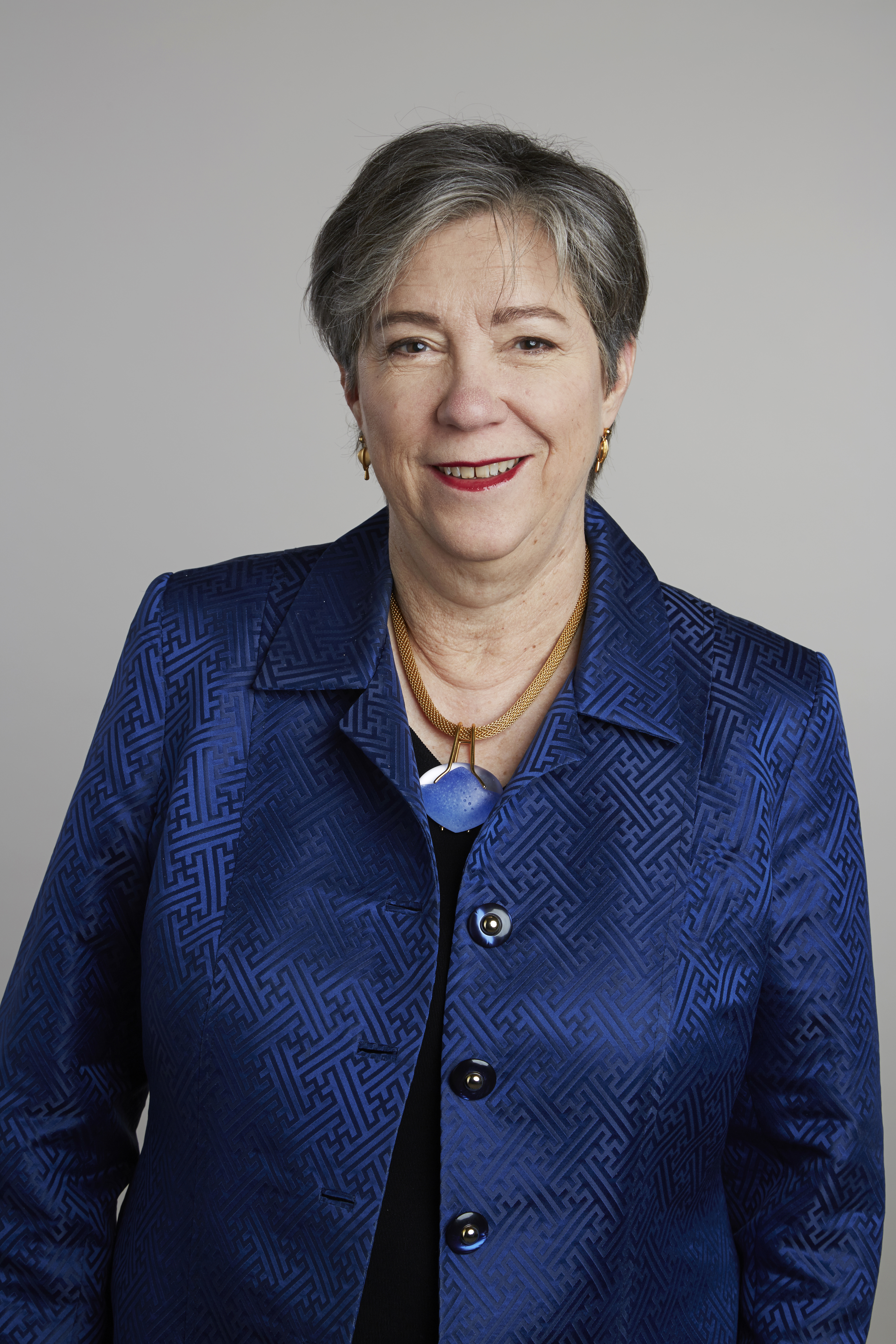
Susan Lindquist en 2011, à l'occasion de la cérémonie de réception au sein de la Royal society.

Susan Lindquist a remporté de nombreux prix et distinctions : 
- élue membre de l'Académie américaine des arts et des sciences en 1996[12].
- élue membre de l'Académie nationale des sciences en 1997[12].
- nommée membre de l'Société américaine de microbiologie en 1997[29]
- prix Novartis (prix  Drew de a recherche biomédicale) en 2000[15]
- prix Dickson en médecine en 2003[30]
- élue membre de la Société américaine de philosophie en 2003[31]
- Nommée  l'une des 50 scientifiques les plus importantes par le magazine Discover Magazine en 2002[32]
- prix William Procter pour les réalisations scientifiques (en) décerné par Sigma Xi en 2006[33].
- élue à l'Académie nationale de médecine (États-Unis) en 2006[33].
- médaillée de la société américaine de génétique en 2008[34]
- médaille Otto Warburg décernée par la société allemande de biochimie et de biologie molécuaire en 2008[35].
- prix d'excellence en sciences décerné par la FASEB (en) (Fédération des sociétés américaines de biologie expérimentale) en 2009[36]
- médaille Max Delbrück (en) à Berlin en 2010[37]
- médaille Mendel décernée par The Genetics Society, GB, en 2010[38].
- National Medal of Science (pour 2009) en 2010[39].
- désignée membre associée de l'European Molecular Biology Organization en 2011[40].
- médaille E.B. Wilson décernée par The American Society for Cell Biology en 2012[41].
- prix Vanerbilt en 2014[42].
- élue membre étranger de la Royal Society (ForMemRS) (en) en 2015[43],[44]
- prix Rosenstiel à titre posthume en 2016[45]

## Vie privée
Susan Lindquist était mariée à Edward Buckbee et avait deux filles. Elle meurt d'un cancer à Boston à l'âge de 67 ans le 27 octobre 2016,.